# Лохівка
Ло́хівка (до 1945 року — Менгермен Німецький, Ман-Кермен, крим. Mañ Kermen) — село Феодосійського району Автономної Республіки Крим. Розташоване на півдні району.
Відстань від райцентру до населеного пункта становить 45 кілометрів по прямій.

## Назва
Історична кримськотатарська назва села Ман-Кермен походить від слів mañ - родове ім'я та kermen — фортеця.
Радянська назва походить від одного з давніх значень слова «лоховник» — «дика маслина».